# Zastavne, Ivanîci
Zastavne (în ucraineană Заставне) este o comună în raionul Ivanîci, regiunea Volînia, Ucraina, formată numai din satul de reședință.

## Demografie
Componența lingvistică a satului Zastavne
     Ucraineană (98,82%)
     Rusă (1,06%)
     Alte limbi (0,12%)
Conform recensământului din 2001, majoritatea populației satului Zastavne era vorbitoare de ucraineană (98,82%), existând în minoritate și vorbitori de rusă (1,06%).